# Plaza General José de San Martín
La Plaza General José de San Martín es la plaza más importante de la ciudad de Belén de Escobar, Provincia de Buenos Aires, Argentina. Se encuentra entre las calles Tapia de Cruz, Yrigoyen, Estrada y Asborno. La plaza adquiere su actual nombre en el año 1944, cuando el general Juan Domingo Perón dona el busto del general José de San Martín y este se coloca como el principal elemento de la plaza; reemplazando un antiguo quiosco que estaba en su centro.

## Monumentos y esculturas

### Busto del General Don José de San Martín
El busto del general José de San Martín, que se ubica en el centro de la Plaza, es un molde realizado en bronce fundido. Fue obsequiado a la ciudad por el general Juan Domingo Perón y su esposa Eva Duarte de Perón en 1944. Es el monumento más importante de la plaza y el que le da el nombre a la misma.

### Pirámide de Mayo
La Pirámide de Mayo es una obra que toma forma a partir de hierro y cemento. Fue pintada de color blanco, con pequeños detalles como laureles y un sol. En la parte inferior se encuentra el escudo nacional de Argentina hecho con hierro y en el centro se puede apreciar un sol, abajo de este está escrito también en hierro: «25 Mayo de 1810».

### Retoño del Pino de San Lorenzo
Este pino ubicado en un costado de la plaza, es fruto del Pino Histórico de San Lorenzo. Fue llevado a Belén de Escobar por Jorge Biaggioni, tras negociaciones con las autoridades de Convento de San Carlos de San Lorenzo y también con la Comisión Nacional del Pino Histórico. Se convirtió en Monumento Histórico el 20 de junio de 1998.

### Bustos de Juan Domingo Perón y Eva Duarte de Perón
Son esculturas colocadas el 7 de mayo de 1997 que tomaron el lugar de otras que estaban en un deteriorado estado de conservación. Están realizadas en bronce y colocadas sobre bases de ladrillo.

### Monumento a la Madre
Esta obra fue realizada por José María Felix Sergiani e inaugurada en el año 1968. La historia detrás de esta obra radica en una conmemoración realizada por el artista plástico para su madre biológica, que falleció en el momento de su nacimiento. El padre José María más tarde volvió a casarse y su madrastra adoptó un trato muy maternal hacia él. Así pues, Félix Sergiani realizó esta obra para engrandecer la figura materna que él mismo tuvo en su vida.

### Busto de Doña Eugenia Tapia de Cruz
Esta obra fue puesta el 8 de octubre de 1960, por iniciativa del Consejo Deliberante. El busto es de bronce y acarrea polémica consigo, ya que existe la posibilidad de que el busto no represente a Doña Eugenia Tapia de Cruz, sino a su hermana. Esto es debido a que se realizó en base a una foto muy antigua.

### Monumento al Bombero
Fue inaugurado el 2 de junio de 2000, al celebrarse el día nacional del bombero voluntario.

## Actividades
Actualmente la plaza es el lugar donde los habitantes de Belén de Escobar se reúnen a festejar las fiestas regionales e internacionales como el Día del amigo, el Día de la primavera, o el Día de Escobar.